# Ятонг
Ятонг — биосферный резерват в центральной части штата Новый Южный Уэльс, Австралия.

## Физико-географическая характеристика
Резерват представляет две крупные биогеографические зоны: Кобарского пенерлена (Cobar Peneplain) и впадины Дарлинг (Darling Depression). В западной части резервата в основном располагаются дюны красного песка, которые постепенно поднимаются над уровнем моря. В юго-восточной части доминирующее положение занимает хребет Merrimerriwa, который возвышается над окружающей территорией на 200 метров. Хребет сложен из кварцитов, конгломератов и песчаника.
Площадь резервата составляет 1072,41 км². Высота над уровнем моря колеблется от 0 до 300 метров.

## Флора и фауна
Дюны резервата поддерживаются различными видами эвкалиптов (известно по меньшей мере шесть видов), вдоль ручьёв произрастают Eucalyptus populnea, Callitris, Geijera parviflora, Brachychiton populneus и Casuarina cristata.
Богатая фауна резервата включает три основных вида кенгуру: гигантский кенгуру, западный серый кенгуру и большой рыжий кенгуру, а также горный кенгуру, почти 130 видов птиц.

## Взаимодействие с человеком
Биосферный резерват, основанный в 1977 году, охраняется как природный заповедник. Люди на территории резервата поддерживают немногочисленные строения и ограды. В 2003 году резерват посетило 500 туристов, в основном в составе научных или образовательных групп.
На территории резервата расположено несколько стоянок аборигенов, которые позволяют определить развитие и особенности поселений и использования земли на протяжении столетия.